# Dol (Krašić)
Dol is een plaats in de gemeente Krašić in de Kroatische provincie Zagreb. De plaats telt 216 inwoners (2001).